# Misje dyplomatyczne Słowacji
Misje dyplomatyczne Słowacji – przedstawicielstwa dyplomatyczne Republiki Słowackiej przy innych państwach i organizacjach międzynarodowych. Poniższa lista zawiera wykaz obecnych ambasad i konsulatów zawodowych. Nie uwzględniono konsulatów honorowych.

## Europa

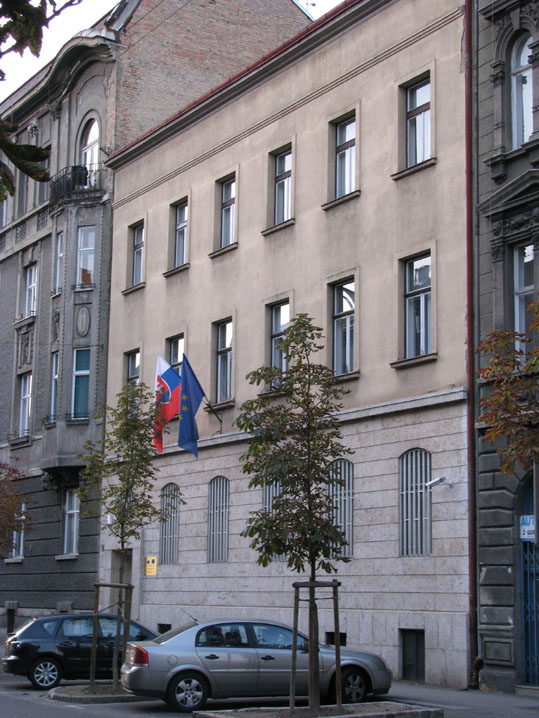
Ambasada Słowacji w Zagrzebiu

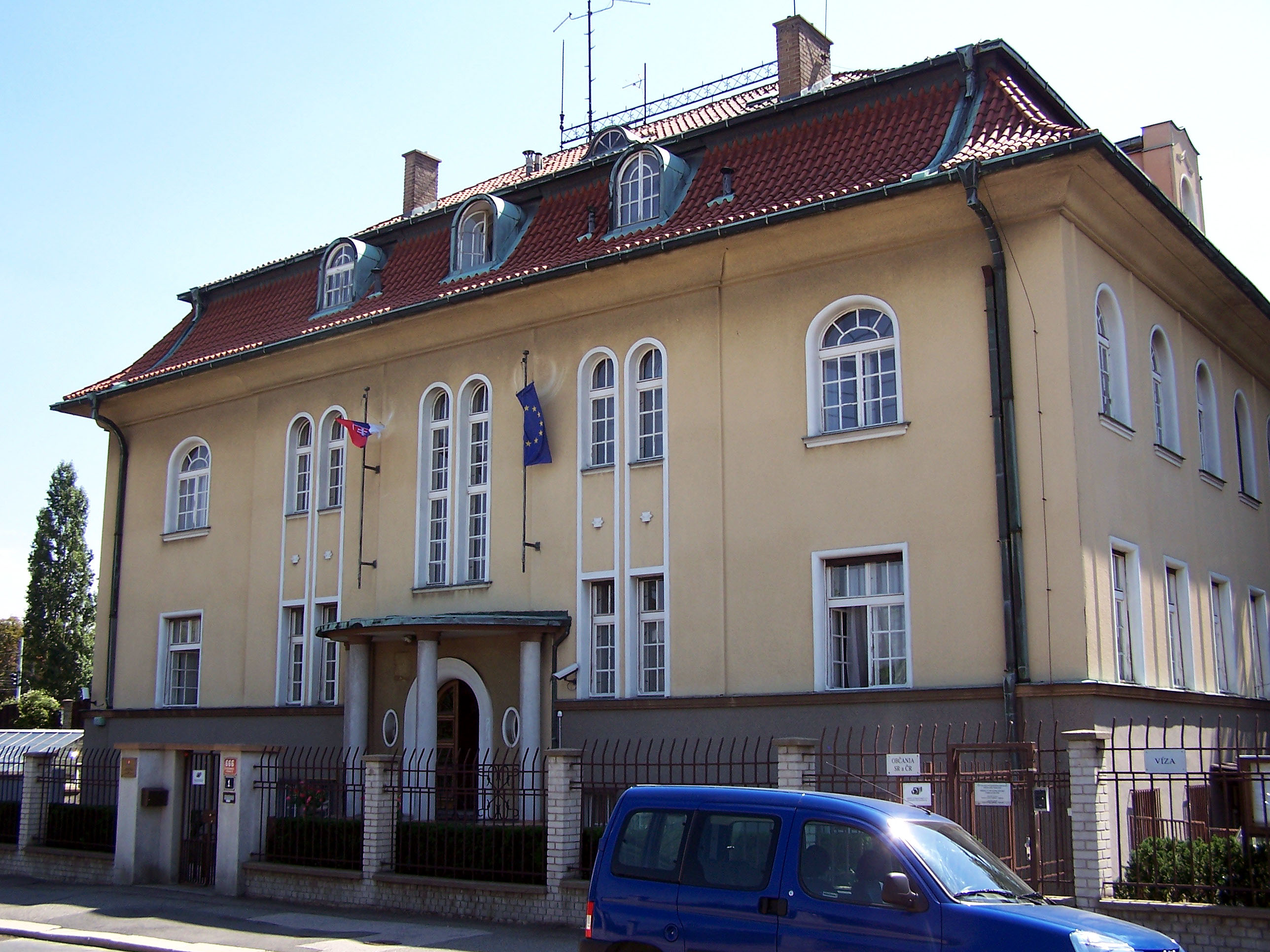
Ambasada Słowacji w Pradze

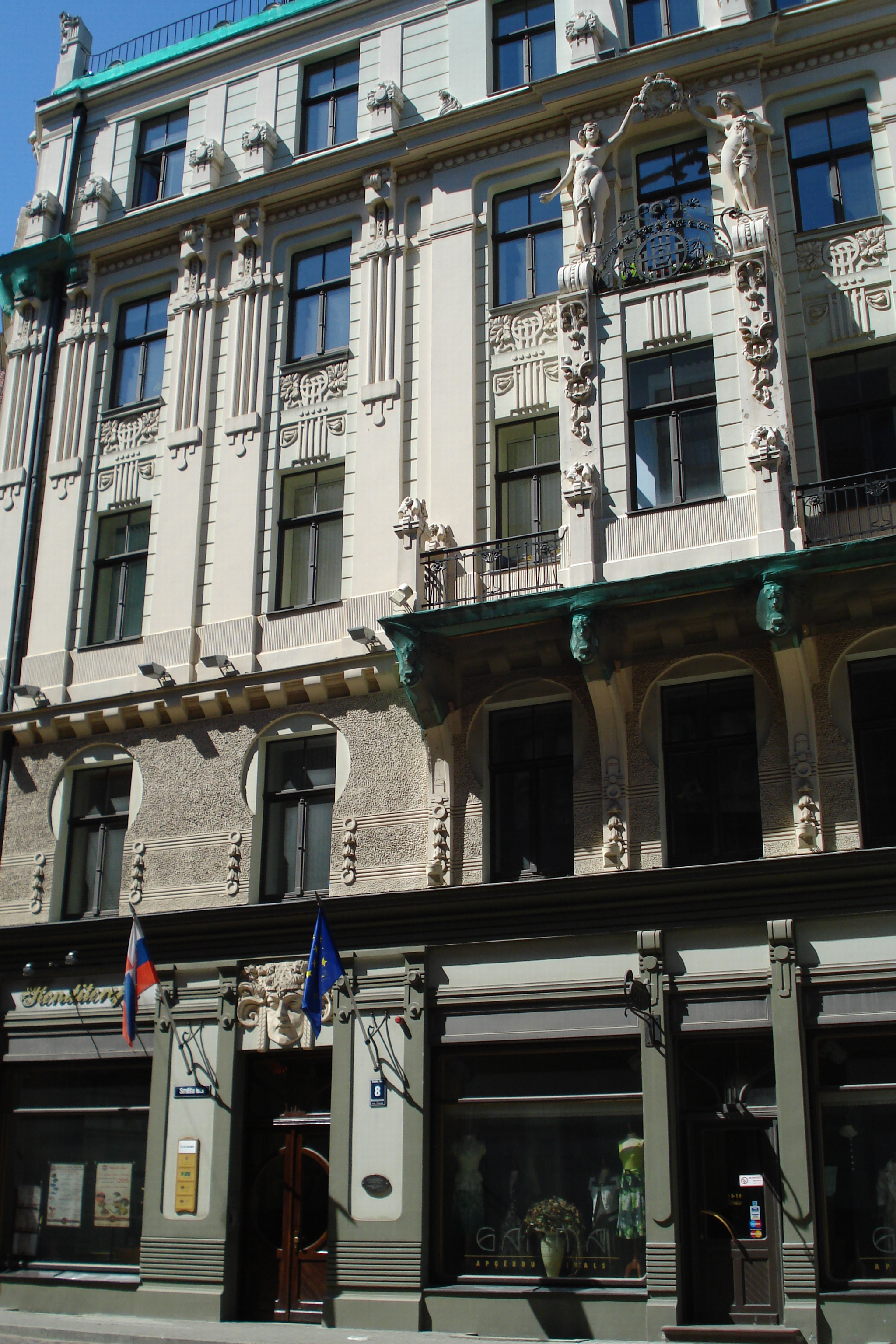
Ambasada Słowacji w Rydze

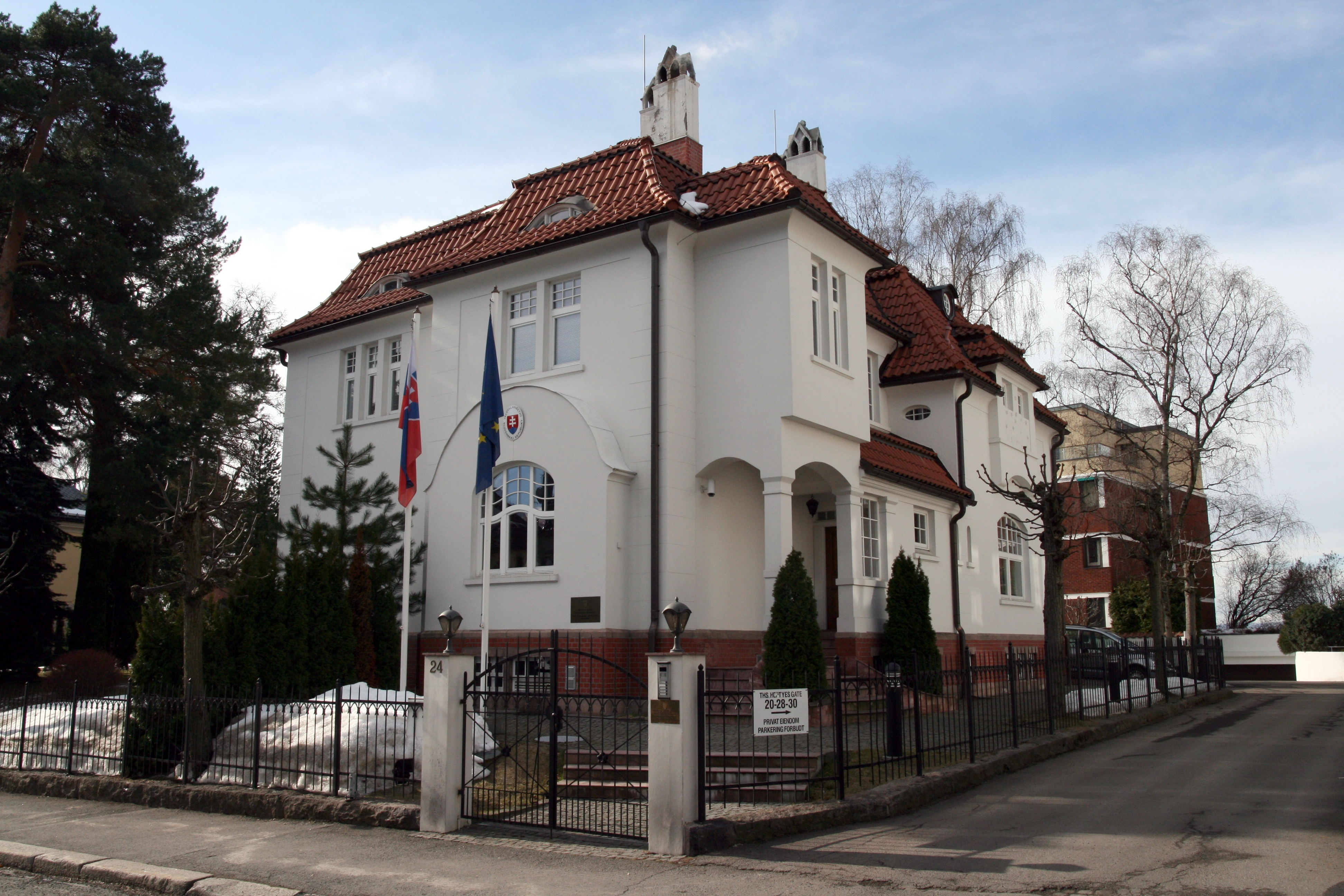
Ambasada Słowacji w Oslo

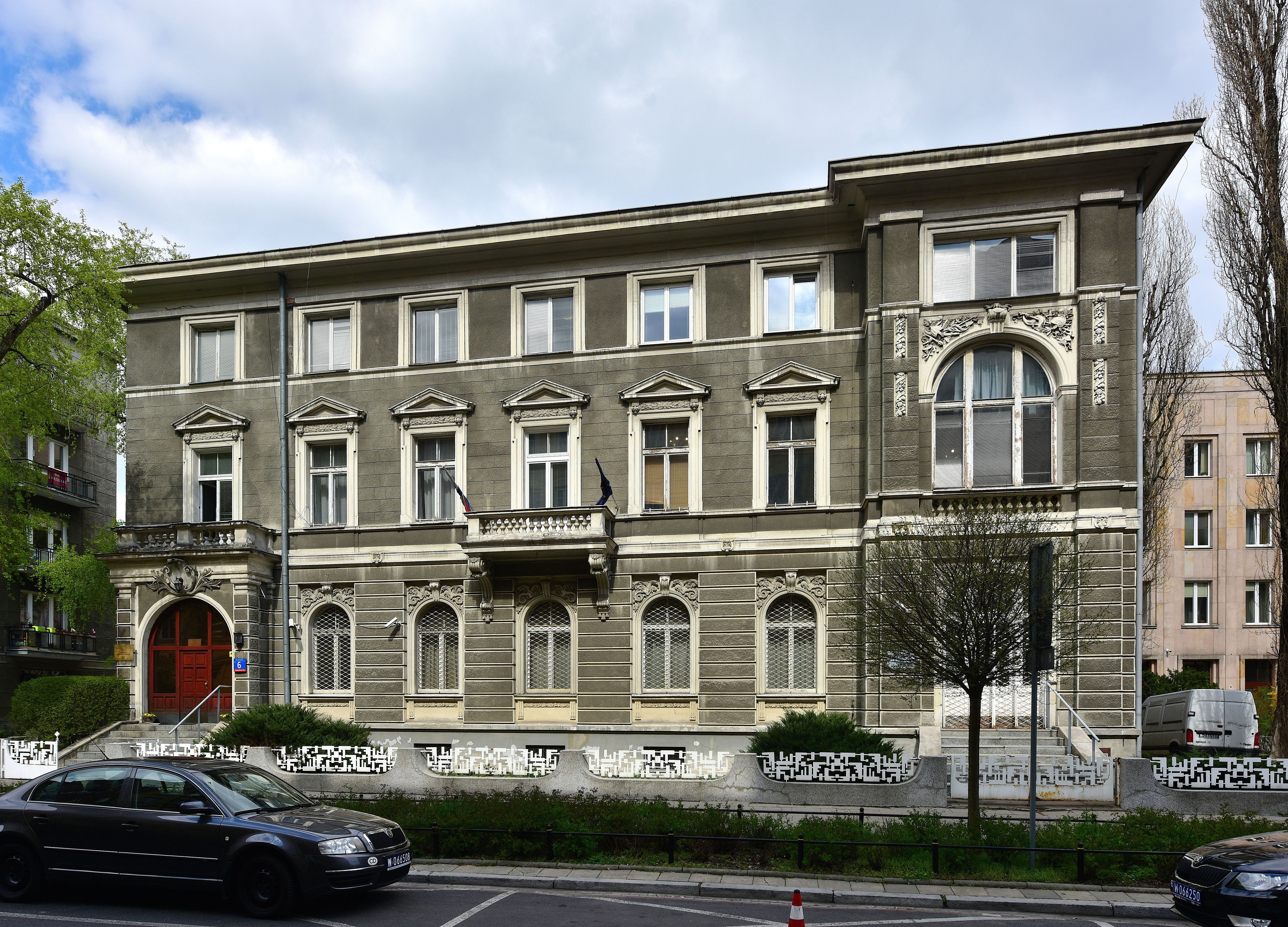
Ambasada Słowacji w Warszawie

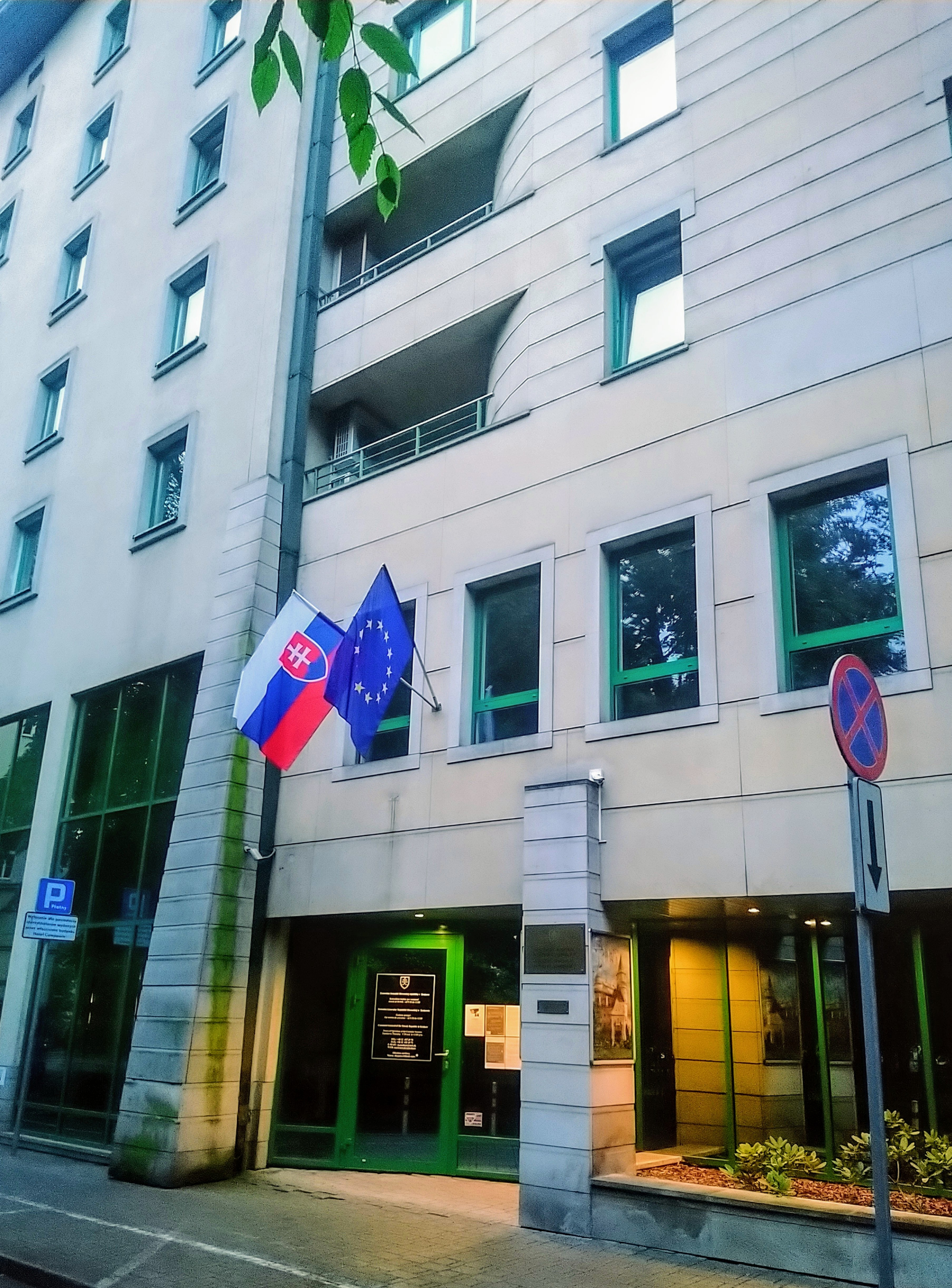
Konsulat Generalny Słowacji w Krakowie

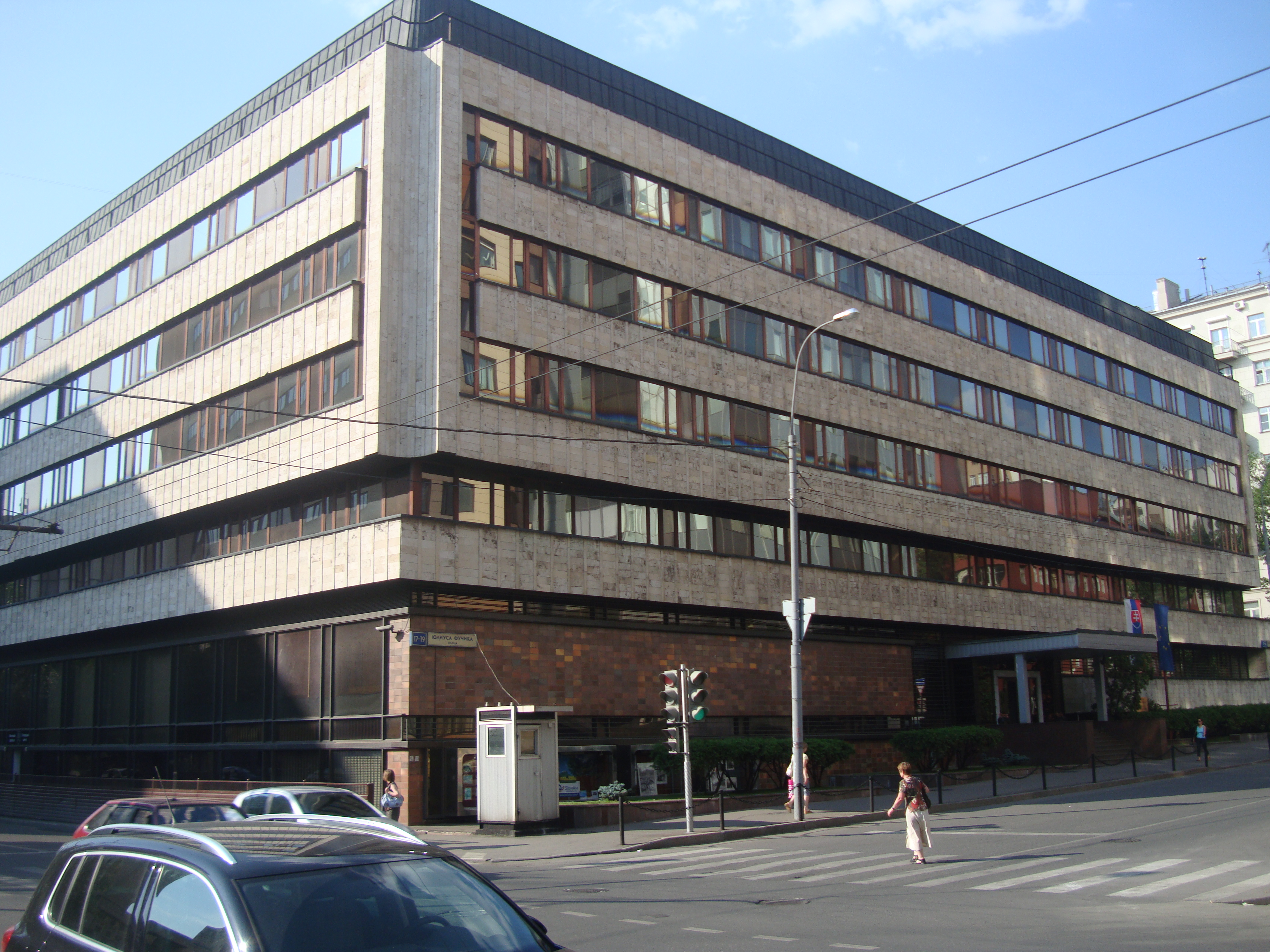
Ambasada Słowacji w Moskwie

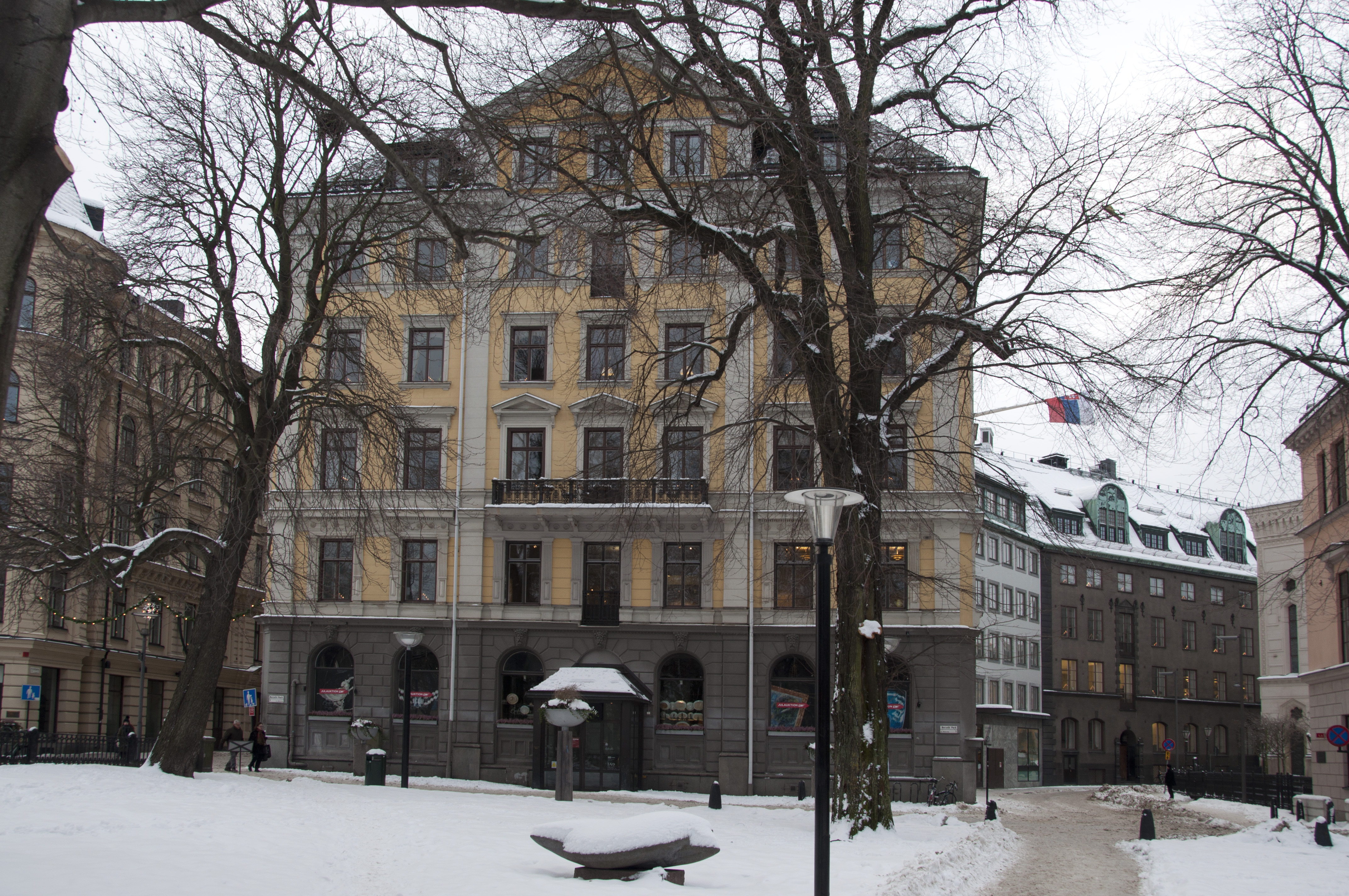
Ambasada Słowacji w Sztokholmie

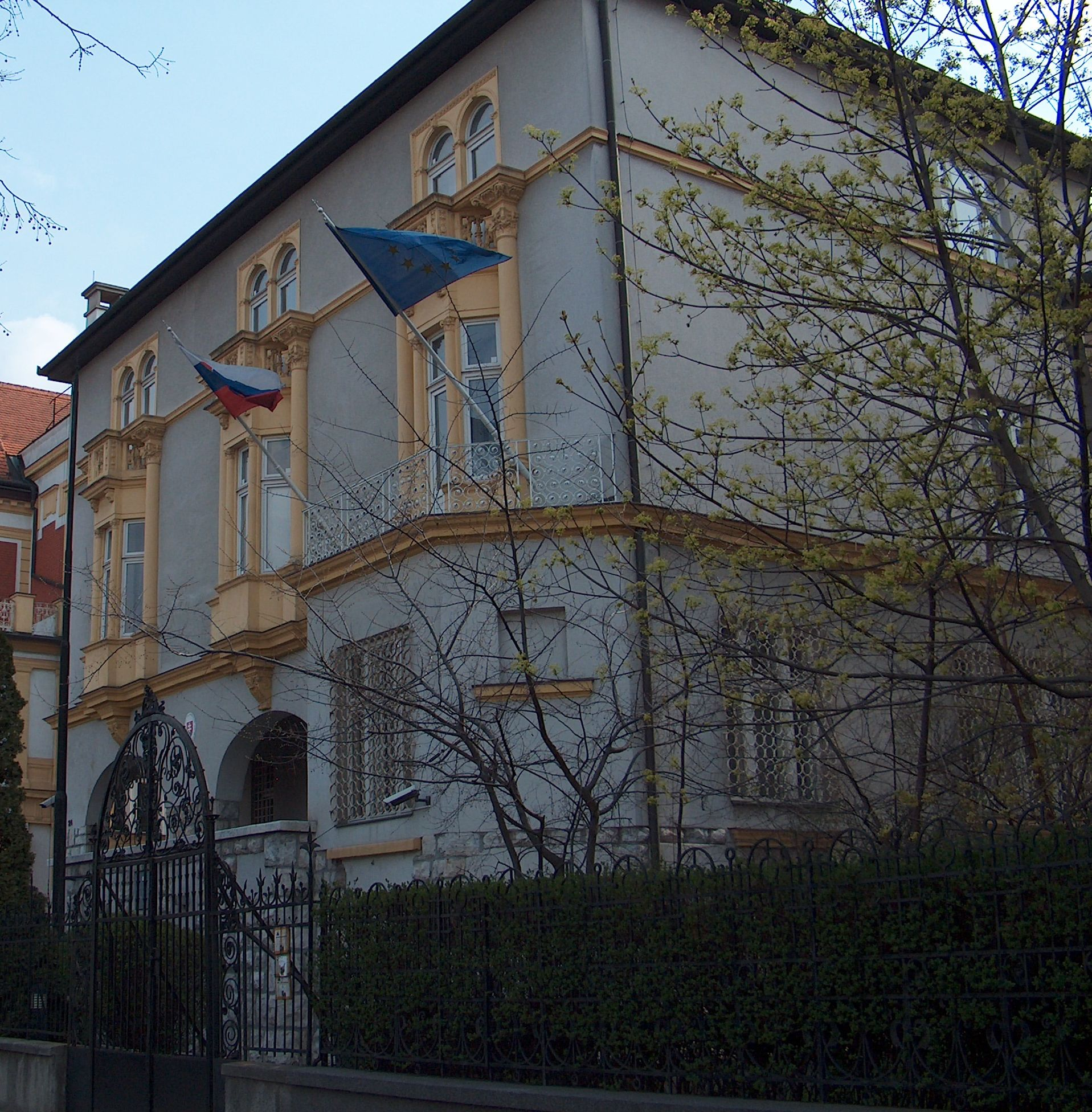
Ambasada Słowacji w Budapeszcie

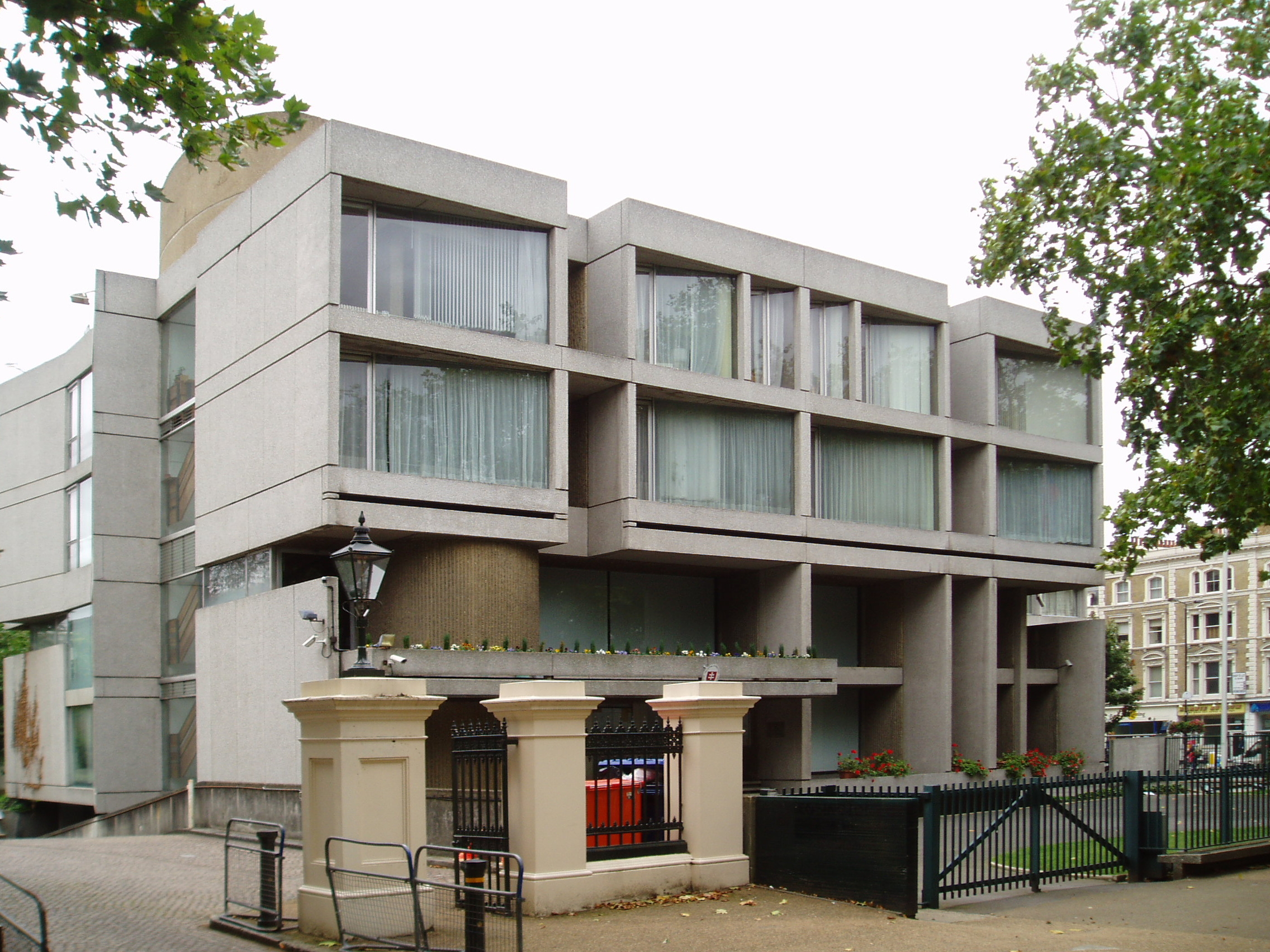
Ambasada Słowacji w Londynie

- Albania
  - Tirana (ambasada)
- Austria
  - Wiedeń (ambasada)
- Belgia
  - Bruksela (ambasada)
- Białoruś
  - Mińsk (ambasada)
- Bośnia i Hercegowina
  - Sarajewo (ambasada)
- Bułgaria
  - Sofia (ambasada)
- Chorwacja
  - Zagrzeb (ambasada)
- Cypr
  - Nikozja (ambasada)
- Czarnogóra
  - Podgorica (ambasada)
- Czechy
  - Praga (ambasada)
- Dania
  - Kopenhaga (ambasada)
- Finlandia
  - Helsinki (ambasada)
- Francja
  - Paryż (ambasada)
- Grecja
  - Ateny (ambasada)
- Hiszpania
  - Madryt (ambasada)
- Holandia
  - Haga (ambasada)
- Irlandia
  - Dublin (ambasada)
- Kosowo
  - patrz Serbia[1]
- Łotwa
  - Ryga (ambasada)
- Macedonia Północna
  - Skopje (ambasada)
- Niemcy
  - Berlin (ambasada)
  - Monachium (konsulat generalny)
- Norwegia
  - Oslo (ambasada)
- Polska
  - Warszawa (Ambasada)
  - Kraków (konsulat generalny)
- Portugalia
  - Lizbona (ambasada)
- Rosja
  - Moskwa (ambasada)
  - Petersburg (konsulat generalny)
- Rumunia
  - Bukareszt (ambasada)
- Serbia
  - Belgrad (ambasada)
  - Prisztina[1] (Biuro łącznikowe (oddział ambasady w Belgradzie))
- Słowenia
  - Lublana (ambasada)
- Stolica Apostolska
  - Rzym (ambasada)
- Szwajcaria
  - Berno (ambasada)
- Szwecja
  - Sztokholm (ambasada)
- Turcja
  - Ankara (ambasada)
  - Stambuł (konsulat generalny)
- Ukraina
  - Kijów (ambasada)
  - Użhorod (konsulat generalny)
- Węgry
  - Budapeszt (ambasada)
  - Békéscsaba (konsulat generalny)
- Wielka Brytania
  - Londyn (ambasada)
- Włochy
  - Rzym (ambasada)

## Ameryka Północna, Środkowa i Karaiby

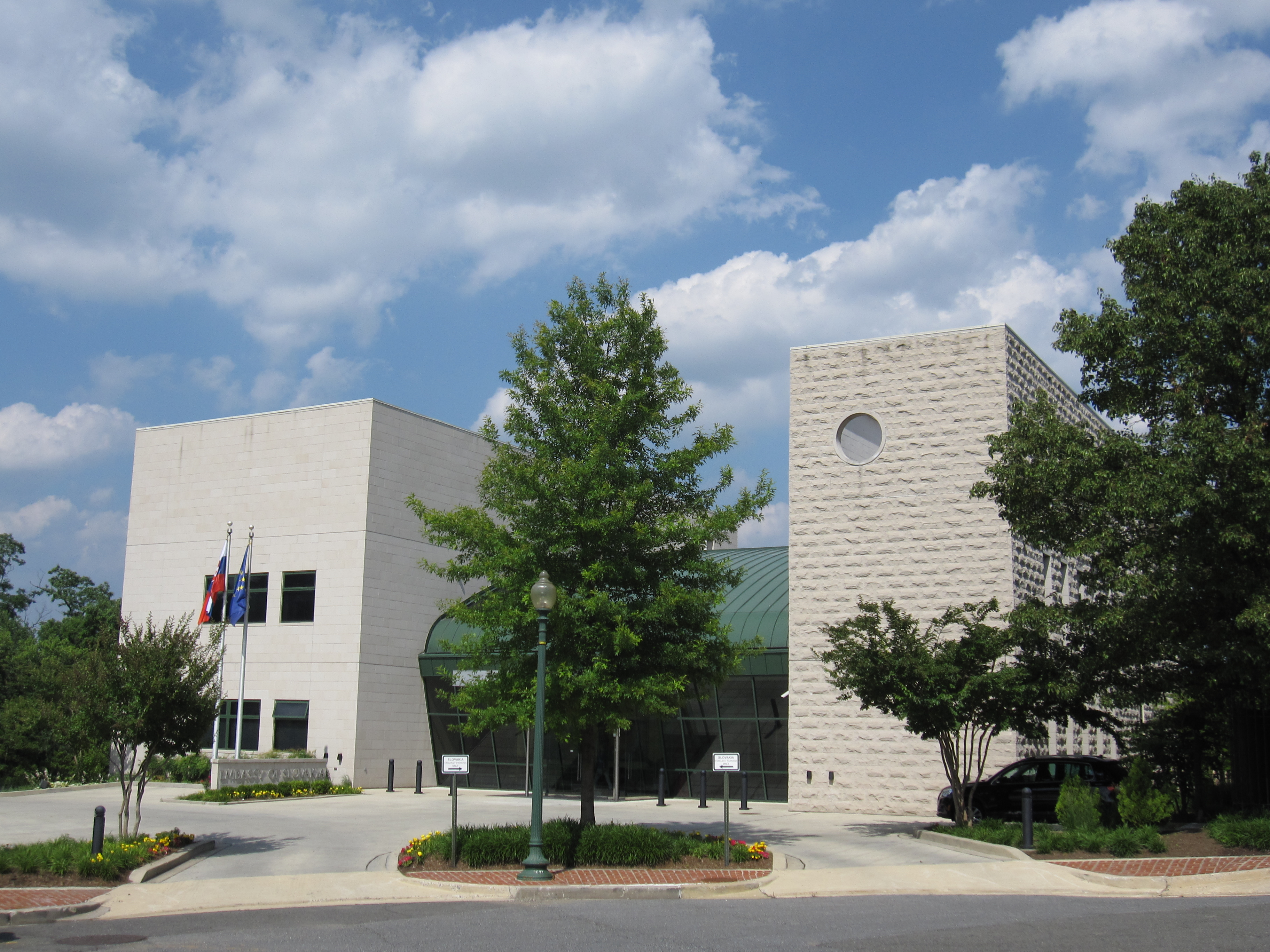
Ambasada Słowacji w Waszyngtonie

- Kanada
  - Ottawa (ambasada)
- Kuba
  - Hawana (ambasada)
- Meksyk
  - Meksyk (ambasada)
- Stany Zjednoczone
  - Waszyngton (ambasada)
  - Nowy Jork (konsulat generalny)
  - Los Angeles (konsulat generalny)

## Ameryka Południowa
- Argentyna
  - Buenos Aires (ambasada)
- Brazylia
  - Brasília (ambasada)

## Afryka
- Egipt
  - Kair (ambasada)
- Etiopia
  - Addis Abeba (ambasada)
- Kenia
  - Nairobi (ambasada)
- Libia
  - Trypolis (ambasada)
- Nigeria
  - Abudża (ambasada)
- Południowa Afryka
  - Pretoria (ambasada)

## Azja
- Chiny
  - Pekin (ambasada)
  - Szanghaj (konsulat generalny)
- Indie
  - Nowe Delhi (ambasada)
- Indonezja
  - Dżakarta (ambasada)
- Irak
  - Bagdad (ambasada)
- Iran
  - Teheran (ambasada)
- Izrael
  - Tel Awiw-Jafa (ambasada)
- Japonia
  - Tokio (ambasada)
- Kazachstan
  - Astana (ambasada)
- Korea Południowa
  - Seul (ambasada)
- Kuwejt
  - Kuwejt (ambasada)
- Malezja
  - Kuala Lumpur (ambasada)
- Syria
  - Damaszek (ambasada)
- Tajlandia
  - Bangkok (ambasada)
- Tajwan

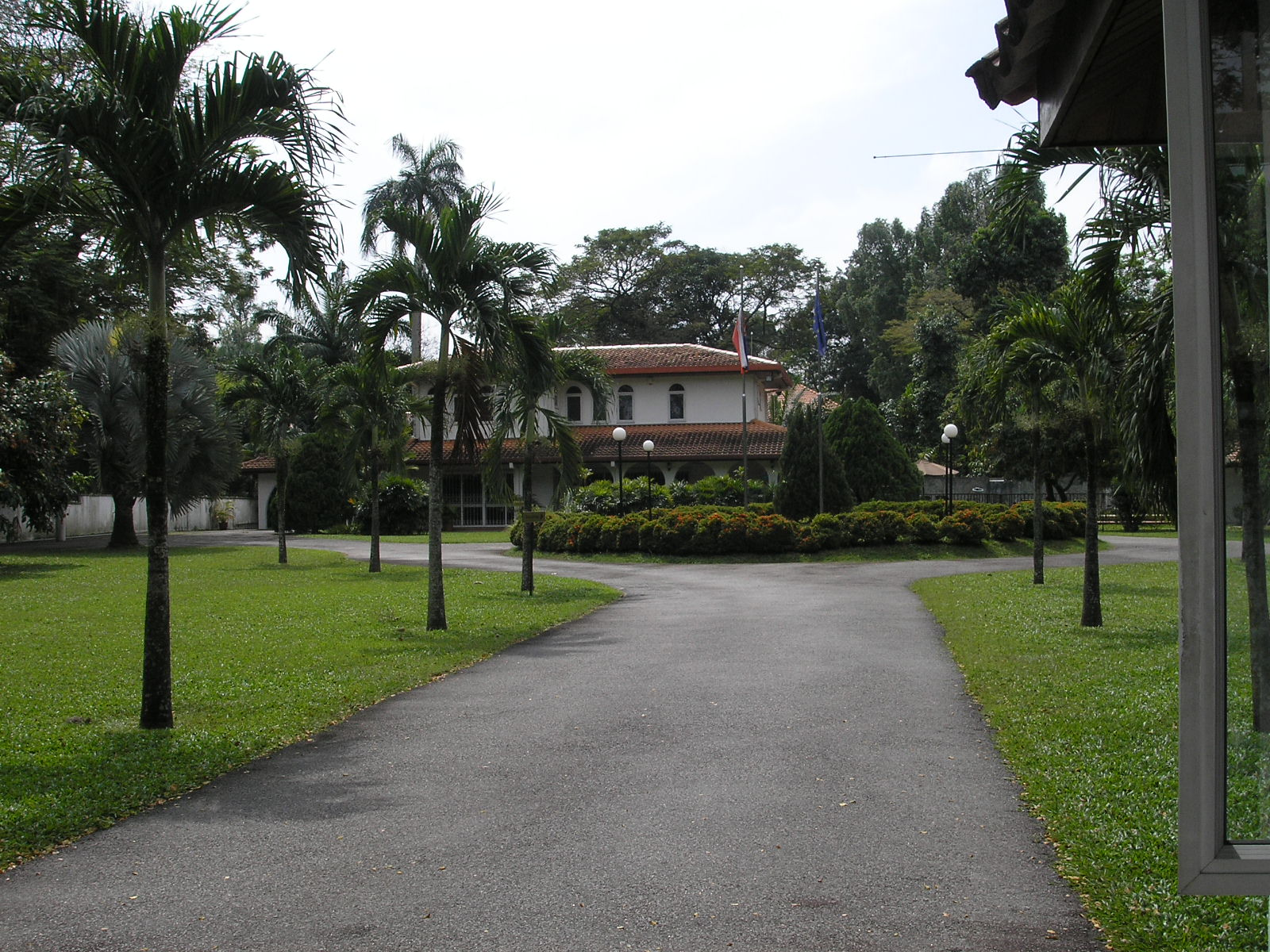
Ambasada Słowacji w Kuala Lumpur

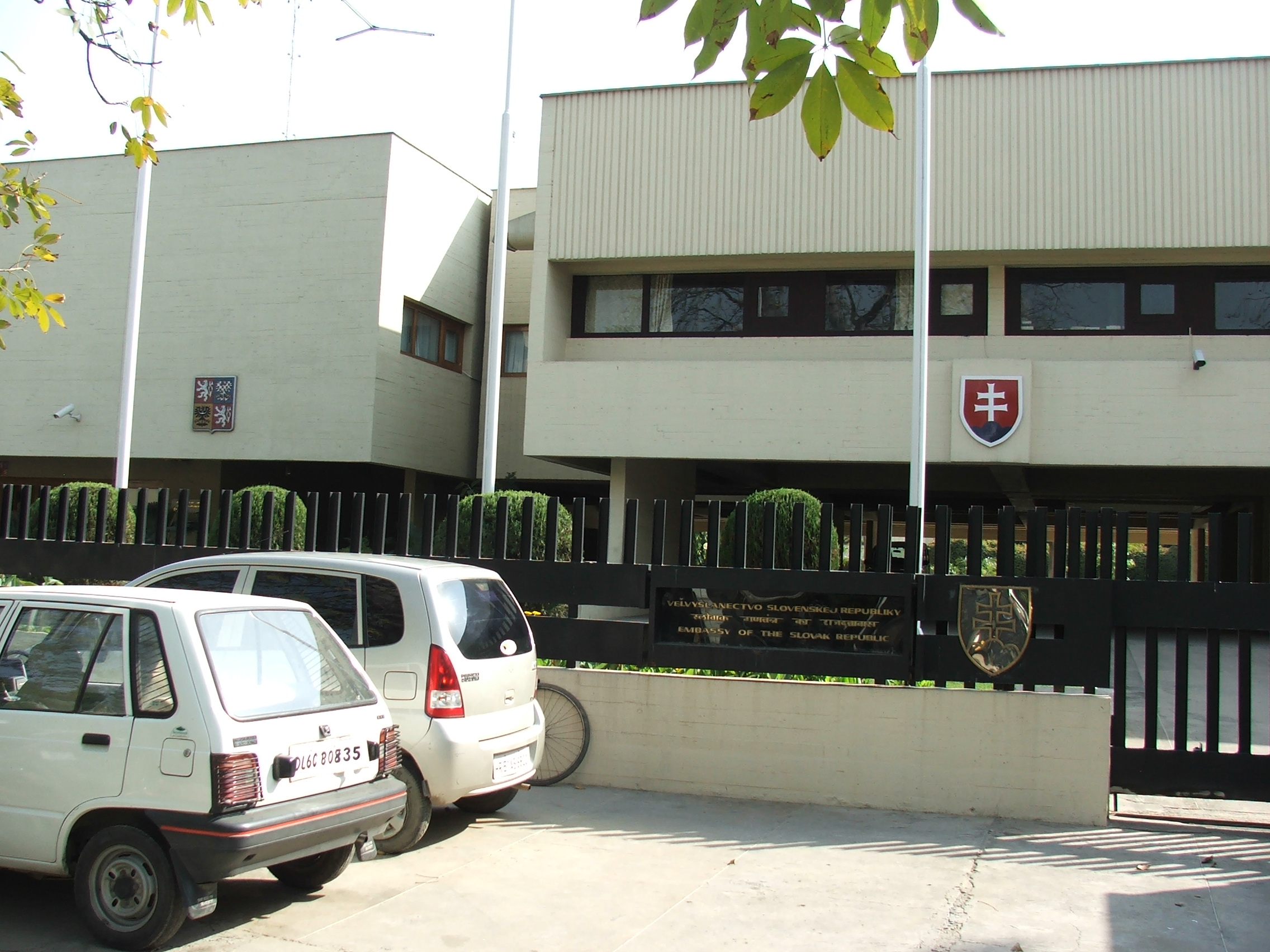
Ambasady Słowacji i Czech w Nowym Delhi

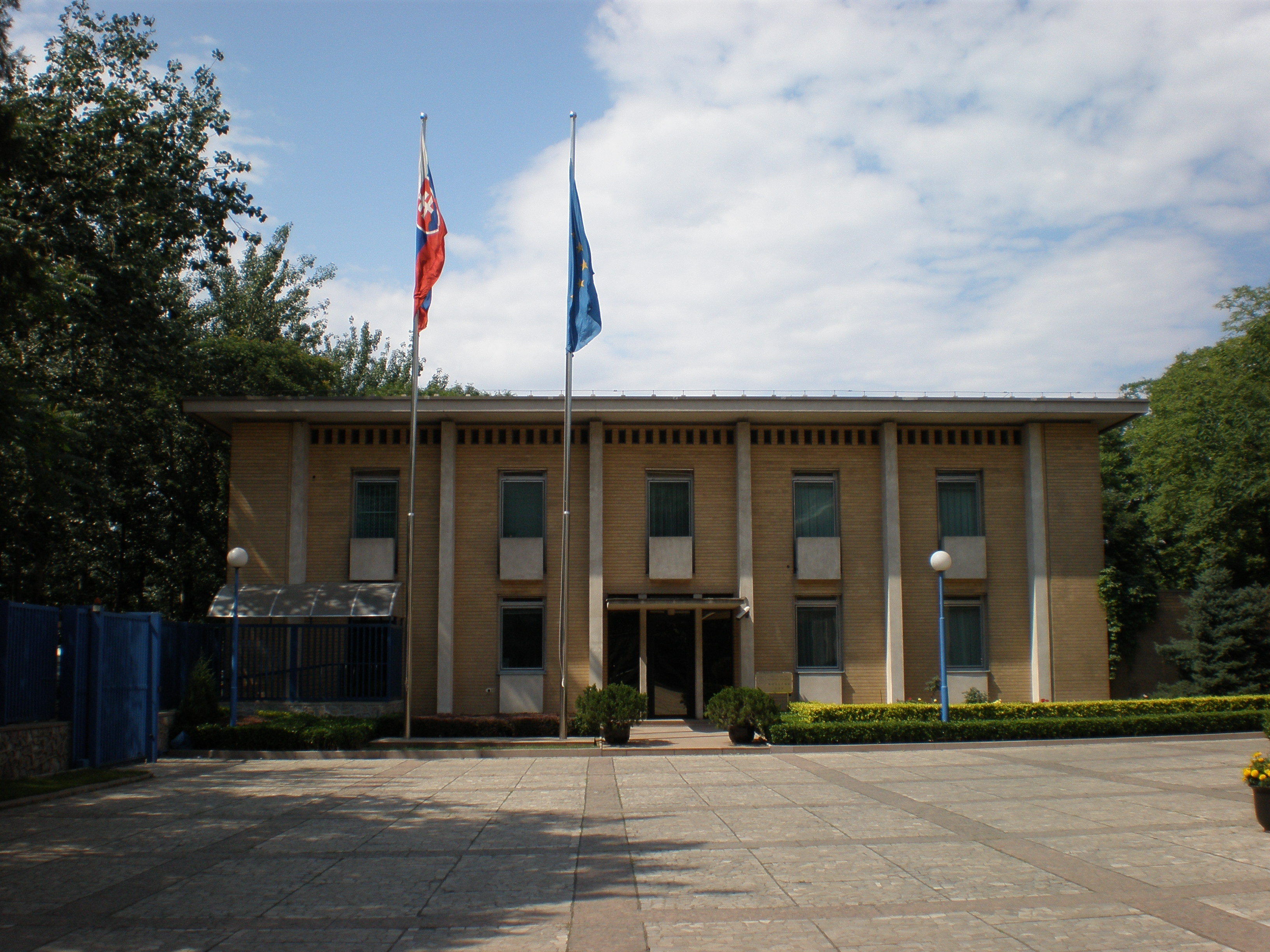
Ambasada Słowacji w Pekinie

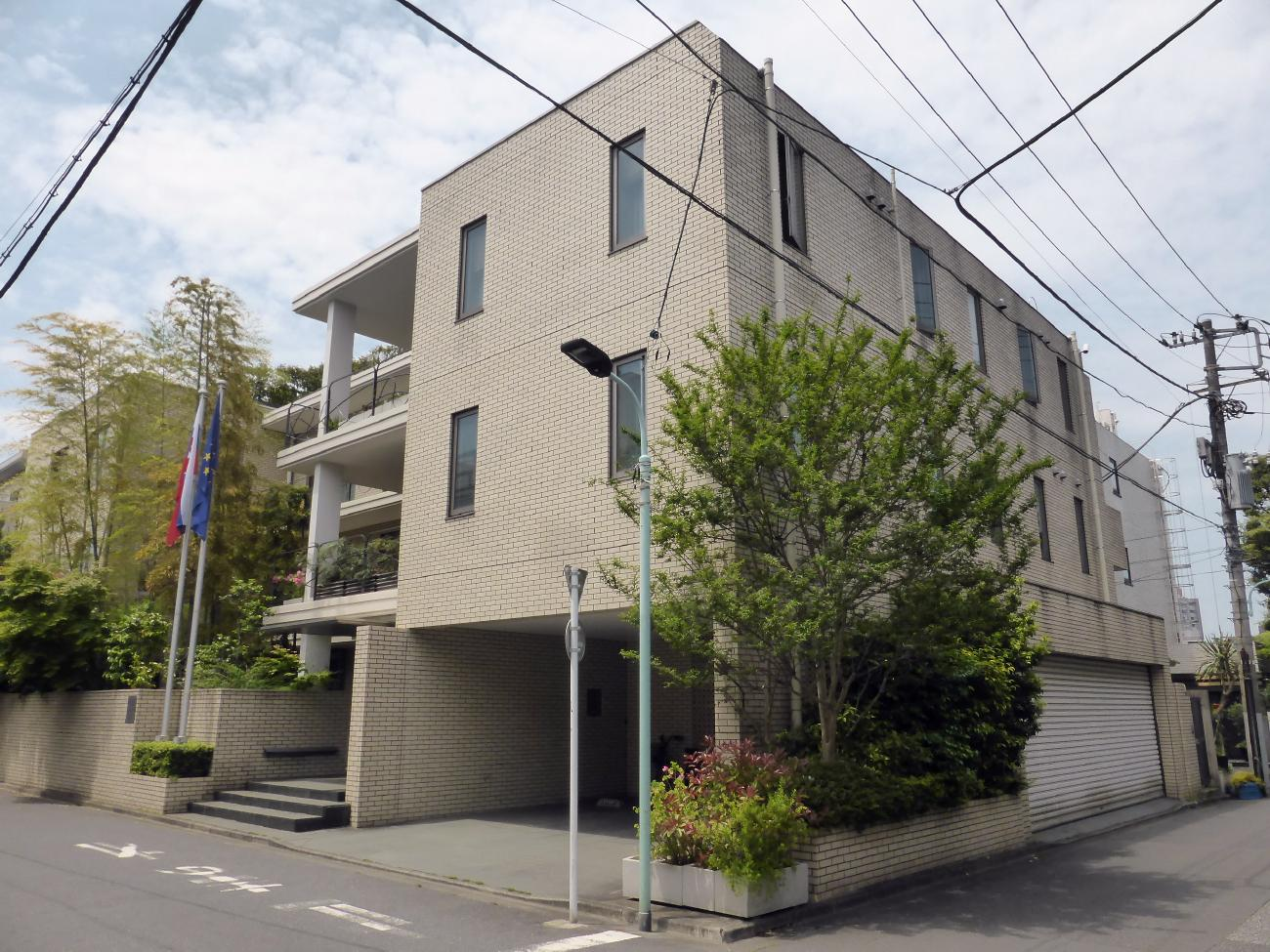
Ambasada Słowacji w Tokio

  - Tajpej (Biuro Gospodarcze i Kulturalne)
- Uzbekistan
  - Taszkent (ambasada)
- Wietnam
  - Hanoi (ambasada)

## Australia i Oceania
- Australia
  - Canberra (ambasada)

## Organizacje międzynarodowe

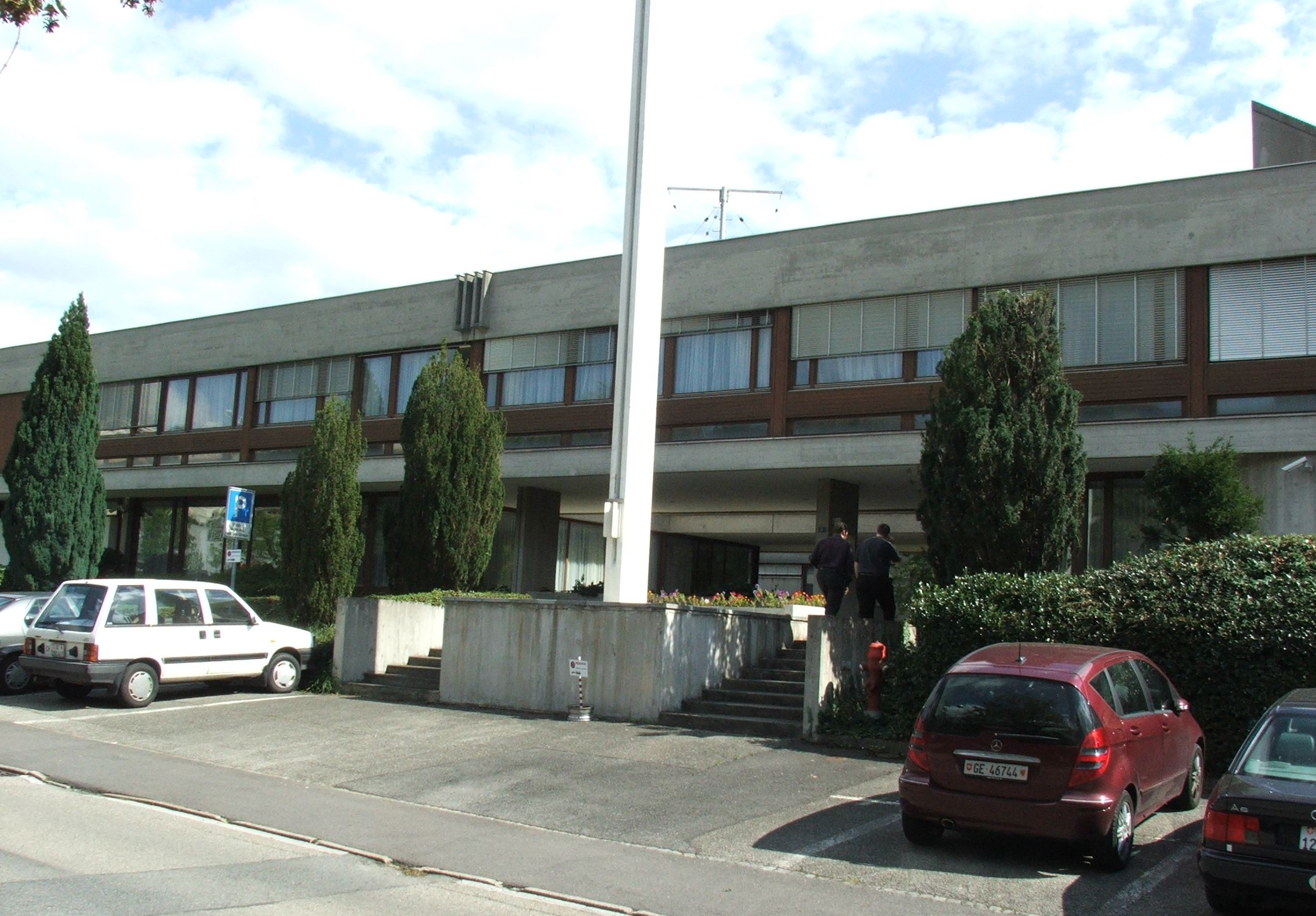
Stałe Przedstawicielstwa Słowacji i Polski przy Biurze Narodów Zjednoczonych i innych organizacjach w Genewie

- Nowy Jork – Stałe Przedstawicielstwo przy Organizacji Narodów Zjednoczonych
- Genewa – Stałe Przedstawicielstwo przy Biurze Narodów Zjednoczonych i innych organizacjach
- Wiedeń – Stałe Przedstawicielstwo przy Biurze Narodów Zjednoczonych i Organizacji Bezpieczeństwa i Współpracy w Europie
- Bruksela – Stałe Przedstawicielstwo przy Unii Europejskiej
- Bruksela – Stałe Przedstawicielstwo przy Organizacji traktatu Północnoatlantyckiego
- Strasburg – Stałe Przedstawicielstwo przy Radzie Europy
- Paryż – Stałe Przedstawicielstwo przy Organizacji Współpracy Gospodarczej i Rozwoju

## Instytuty Słowackie
Lista miast, w których siedzibę mają Instytuty Słowackie:
- Berlin
- Budapeszt
- Moskwa
- Paryż
- Praga
- Rzym
- Warszawa
- Wiedeń